# Храм Святой Александры (Херсон)
Храм Святой Мученицы Александры (укр. Храм Святої Мучениці Олександри) — православный храм в Херсоне. Относится к Православной церкви Украины.

## История храма
31 мая 1898 года состоялась закладка домовой церкви при 2-й женской гимназии. Она возводилась на частные пожертвования по проекту губернского архитектора Казимира Квинто. В 1902 году строительство было завершено. 25 августа состоялось освящение храма.

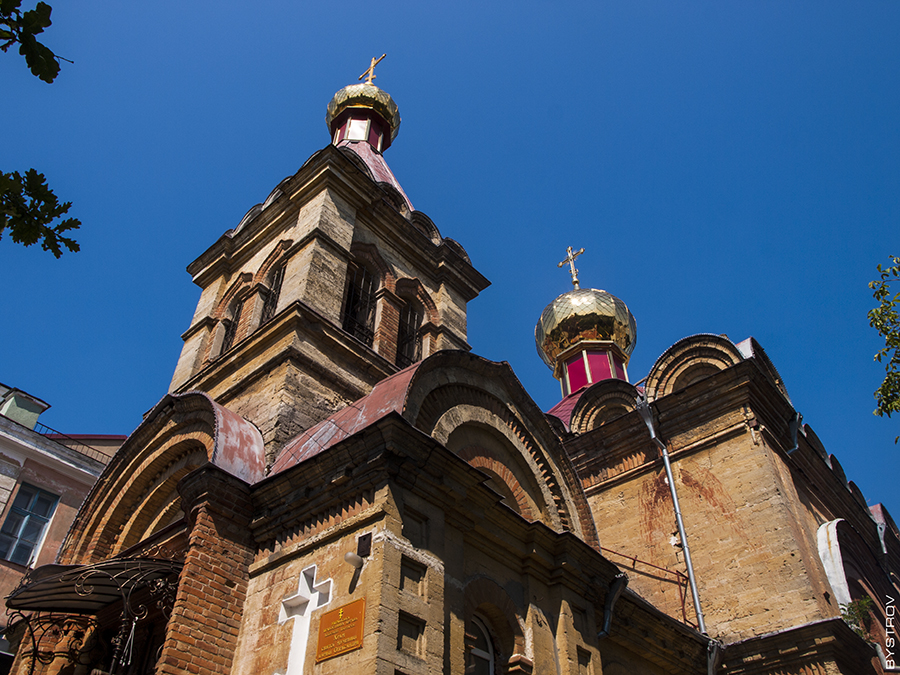
Храм Святой Мученицы Александры. Фасад.

В 1921 году в храме уже бывшей 2-й женской гимназии был основан приход Украинской автокефальной православной церкви. Сведения о существовании церкви после 1920-х годов не сохранились.
Помещение было передано Херсонскому педагогическому институту. В советский период в церкви размещались мастерские общетехнического факультета.
20 апреля 1992 года состоялась торжественная церемония передачи помещения общине Украинской автокефальной православной церкви.
С 1997 община храма зарегистрирована как приход Украинской православной церкви Киевского патриархата.
В конце 2000-х годов обязанности настоятеля храма Святой Александры исполнял отец Андрей Калита. Службы в храме проводятся на украинском языке.